# جزيرة الجوهرة

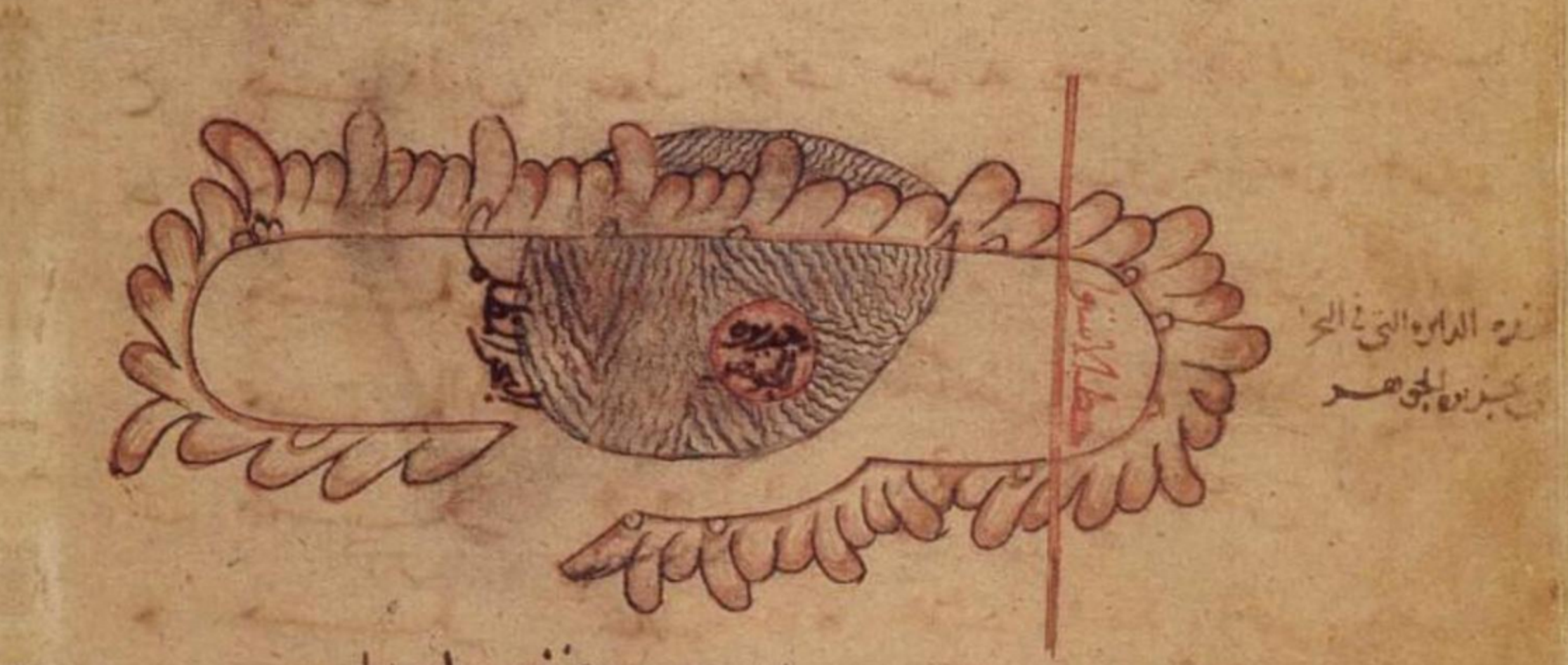
الخريطة الإقليمية لجزيرة الجوهرة من مخطوطة سنة 1037 من كتاب وصف الأرض للخوارزمي. (اتجاه الشمال في اليسار)

تفصيل للمحيط الهندي من إعادة بناء حديثة لخريطة العالم للخوارزمي، والتي تظهر جزيرة الجوهرة الواقعة خلف شبه الجزيرة الشرقية البعيدة.

جزيرة الجوهرة أو جزيرة الياقوت هي جزيرة شبه أسطورية في رسم الخرائط العربية في العصور الوسطى، ويقال إنها تقع في بحر الظلمات بالقرب من خط الاستواء، وتشكل الحد الشرقي للعالم المأهول [الإنجليزية].
وقد ورد ذلك لأول مرة في كتاب وصف الأرض الذي ألفه الخوارزمي حوالي عام 833. انتهت خريطة بطليموس عند 180 درجة شرق جزر المباركين دون أن يتمكن من تفسير ما قد يقع على الشاطئ الشرقي المتخيل للمحيط الهندي أو وراء أراضي الصين وشبه جزيرة الصين [الإنجليزية] في آسيا. وصلت البعثات الرومانية بعد ذلك إلى بلاط هان عبر لونغبيان [الإنجليزية] (هانوي)، وينسب المسلمون الصينيون تقليديًا تأسيس مجتمعهم إلى الصحابي سعد بن أبي وقاص في وقت مبكر من القرن السابع الميلادي. أنشأ التجار المسلمون مثل سليمان مجتمعات كبيرة من المغتربين؛ وسُجلَت مذبحة واسعة النطاق للعرب والفرس في يانغتشو في عام 760. أظهرت هذه الاتصالات للخوارزمي وغيره من الجغرافيين المسلمين أن المحيط الهندي لم يكن مغلقًا كما زعم هيبارخوس وبطليموس، بل كان مفتوحًا وبشكلين ضيق وواسع.
إن الخرائط الكوريوغرافية الأربع للقرن الميلادي في مخطوطات الخوارزمي التي يرجع تاريخها إلى عام 1037م، بما في ذلك خريطة جزيرة الجوهرة، هي أقدم خرائط باقية من العالم الإسلامي. وقد ذكر الخوارزمي أن جزيرة الجوهرة هي أقصى نقطة شرقية في العالم المأهول [الإنجليزية]. يُقسَّم دليله الجغرافي حسب الفئات، ولكنه يوفر في المجمل إحداثيات ساحلها، وثلاث مدن، وسلسلة الجبال المحيطة بها، وقمتين في الداخل. تقع في بحر الظلام بالقرب من خط الاستواء، شرق شبه الجزيرة الذهبية (ماليزيا) وشرق شبه الجزيرة الوهمية الأكبر حجمًا - والمعروفة الآن باسم ذيل التنين - وقد تم تحديد مركزها عند 173 درجة شرق خط الزوال الرئيس للخوارزمي قبالة غرب إفريقيا و درجتان 2 شمال خط الاستواء.
وقد ظهرت بعد ذلك في خريطة العالم في كتاب الغرائب - حيث عُنونَت بـ(جزيرة الجوهرة، وجبالها تحيط بها مثل السلة) أو (مُثُل المقاييس) - وفي نصوص عربية وفارسية أخرى في العصور الوسطى.
إن جزيرة الجوهرة المقصودة في الكتابات الإسلامية هي اليوم تقع في إحدى الجزر الإندونيسية أو بتايوان.

## طالع أيضًا
- الجغرافيا والرسم الخرائطي في الإسلام في العصور الوسطى

## الاستشهادات
1. 1 2  al-Khwārizmī (1037).
2. 1 2  Tibbetts (1987).
3. ↑  Daunicht (1968).
4. 1 2 3 4  Rapoport (2008).
5. ↑  Wan، Lei (2017). The earliest Muslim communities in China. Qiraat. Riyadh: King Faisal Center for research and Islamic Studies. ج. 8. ص. 11. ISBN:978-603-8206-39-3. مؤرشف من الأصل في 2025-03-11.
6. ↑  Qi، Dongfang (2010). "Gold and Silver Wares on the Belitung Shipwreck". في Krahl، Regina؛ Guy، John؛ Wilson، J. Keith؛ Raby، Julian (المحررون). Shipwrecked: Tang Treasures and Monsoon Winds. Washington, DC: Arthur M. Sackler Gallery, Smithsonian Institution. ص. 221–227. ISBN:978-1-58834-305-5. مؤرشف من الأصل (PDF) في 2021-05-04. اطلع عليه بتاريخ 2021-03-05.
7. 1 2 3 4  Bodleian (2011).
8. ↑  Siebold (2011).
9. ↑  Nallino (1896).
10. 1 2  Johns (2003).
11. 1 2  Rapoport (2004).